# Toyotetsu

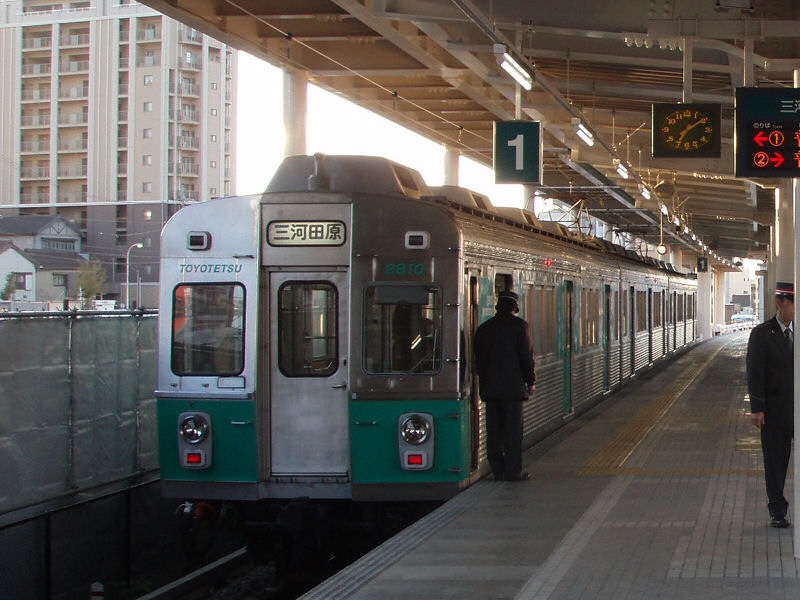
Trem da Toyotetsu na estação Shin-Toyohashi

A Toyohashi Tetsudo (豊橋鉄道), mais conhecida como Toyotetsu (豊鉄), é uma ferrovia privada japonesa e subsidiária da Meitetsu Group. A empresa opera a linha Atsumi (渥美線, Atsumi Sen), na península de Atsumi, e a linha de bondinho Azumada (東田線, Azumada Sen), na cidade de Toyohashi, província de Aichi.
A Toyotetsu ainda opera serviços de táxi e ônibus.

## Linhas férreas
- Linha Atsumi (渥美線, Atsumi-Sen) (Shin-Toyohashi ↔ Mikawa Tahara)
- Linha Azumada (東田線, Azumada-Sen) (Ekimae  ↔ Akaiwaguchi, Undo Kouen Mae)

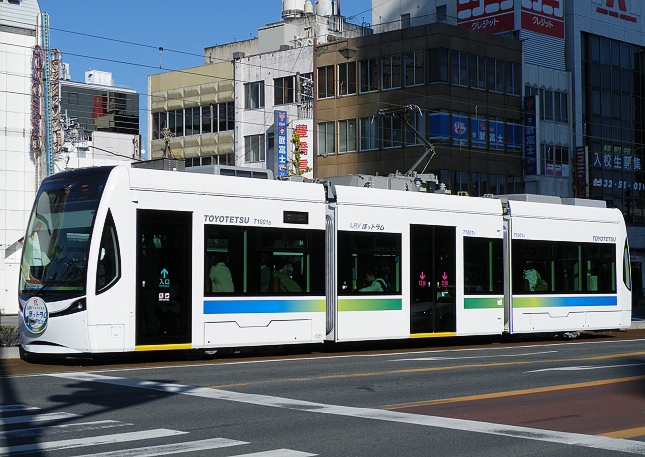
Bondinho da Linha Azumada

## Linhas de ônibus
A Toyotetsu opera também várias linhas de ônibus na cidade de Toyohashi e arredores, além de ônibus expressos para o Aeroporto Internacional de Chubu e para Tóquio.

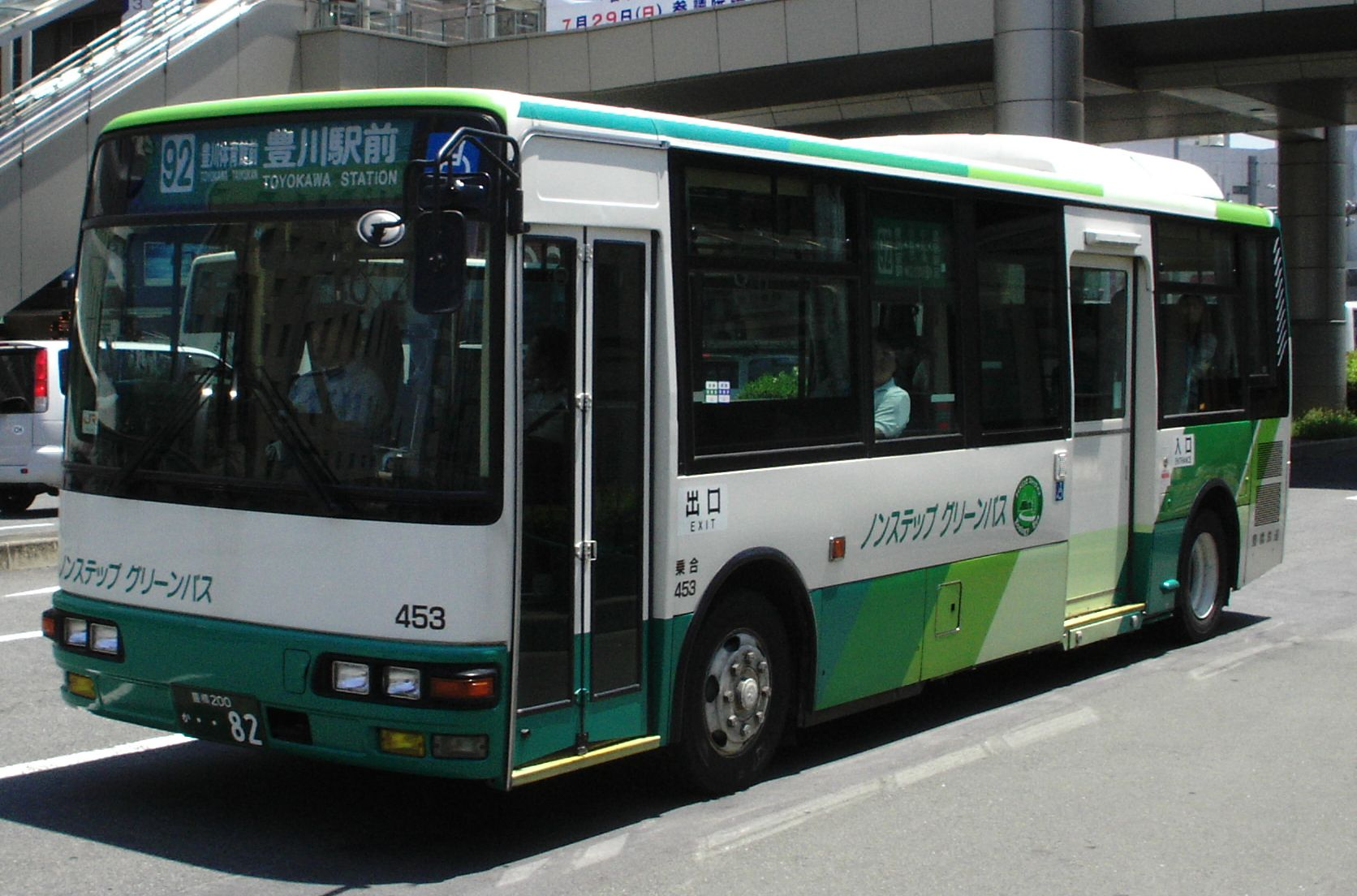
Ônibus da Toyotetsu